# Точоник

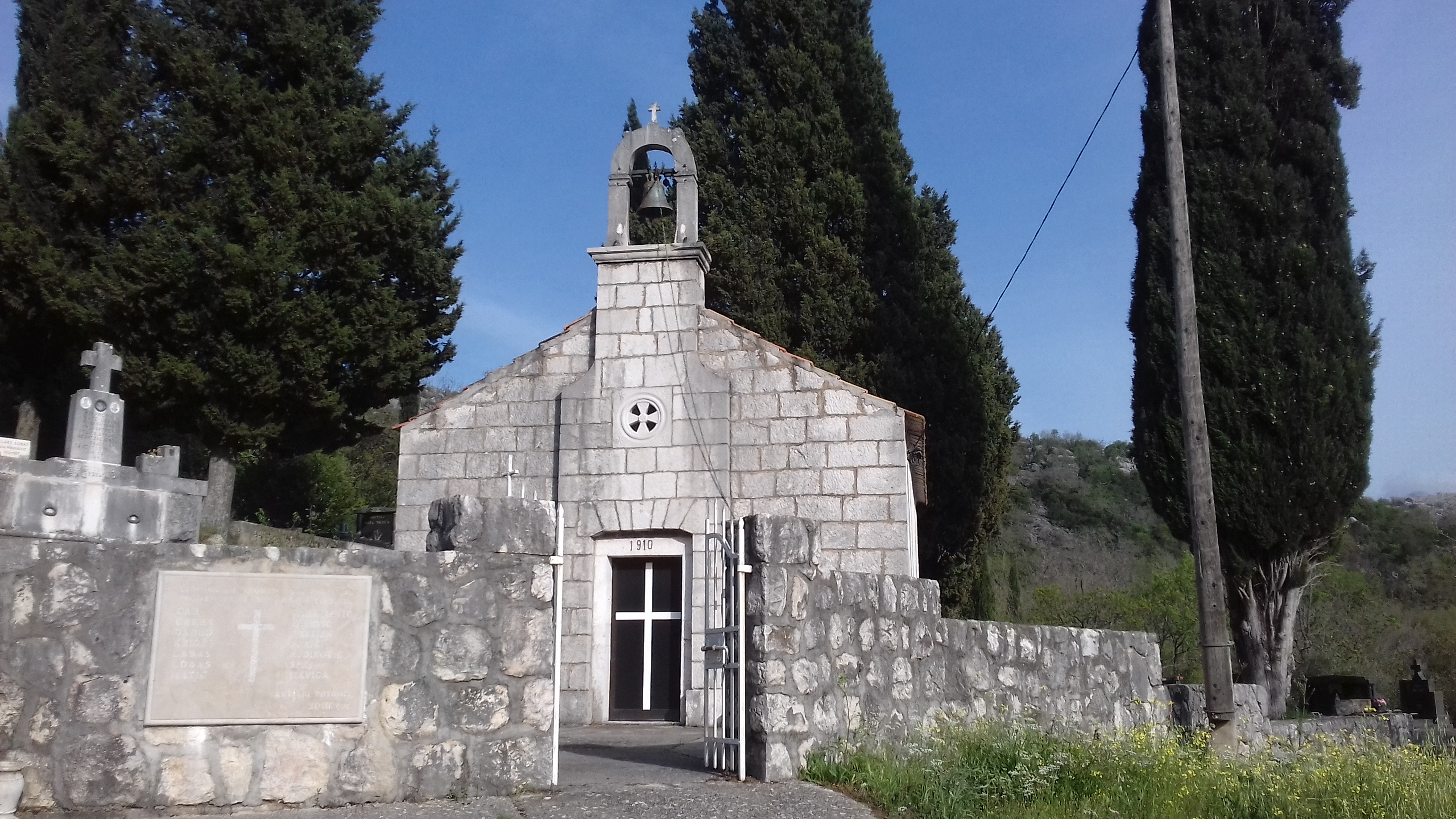
Церква Косма і Даміан

42°52′ пн. ш. 17°49′ сх. д. / 42.87° пн. ш. 17.81° сх. д.
Точоник (хорв. Točionik) — населений пункт у Хорватії, в Дубровницько-Неретванській жупанії у складі громади Дубровачко Примор'є.

## Населення
Населення за даними перепису 2011 року становило 23 осіб.
Динаміка чисельності населення поселення: